# Joan Colominas i Llavorés
Joan Colominas i Llavorés (El Prat de Llobregat, 9 de setembre de 1916 - Perpinyà, 10 de setembre de 1983) fou un futbolista català de la dècada de 1940.

## Trajectòria
Jugava a la posició de porter. Va començar a destacar al CF Badalona després de la Guerra Civil. El 1940 va fitxar pel FC Barcelona, on jugà durant tres temporades, sense molts minuts. La temporada 1942-43 fou cedit al CF Badalona i el 1943 fou fitxat pel Reus Deportiu, on jugà durant cinc temporades.

## Palmarès
- Copa espanyola:
  - 1941-42